# Aleksander Ścibor-Rylski
Aleksander Ścibor-Rylski (Grudziądz, 16 de març de 1928 - Varsòvia, 3 d'abril de 1983) va ser un guionista i director de cinema polonès.

## Biografia
Va viure a la Polònia ocupada pels nazis. Durant la Segona Guerra Mundial fou un soldat de l'Armia Krajowa i va formar part de l'organització escolta clandestina Szare Szeregi. El 1944 va participar en la insurrecció de Varsòvia.
Després de la guerra, va estudiar polonística a la Universitat de Varsòvia, on es va llicenciar el 1951. Ja el 1946, als divuit anys, va publicar unes primeres obres literàries. La seva novel·la Węgiel (Carbó, 1950) ha estat traduïda a diversos llengües. Tot i això, va treballar principalment com a guionista. De 1955 a 1965 va ser el responsable del grup artístic de cinema Rytm, i de 1972 a 1978 del grup Pryzmat.
Les seves tres col·laboracions amb Andrzej Wajda (Legionaris, 1965; Człowiek z marmuru, 1976; Człowiek z żelaza, 1981) van rebre una atenció internacional especial; les tres pel·lícules van competir per a la Palma d'Or de Canes, que finalment va guanyar la tercera (l'última pel·lícula de Ścibor-Rylski).
Una novel·la publicada pòstumament Pierścionek z końskiego włosia va ser duta al cinema el 1992 per Andrzej Wajda (Pierścionek z orłem w koronie) 

## Filmografia
- Człowiek z żelaza – guió (1981)
- Lalka (serial) – guió (1977)
- Człowiek z marmuru – guió (1976)
- Dagny – guió (1976)
- S.O.S. (sèrie de televisió) – guió (1974)
- Gniazdo – guió (1974)
- Agent nr 1 – guió (1971)
- Seksolatki – guió (1971)
- Trąd – guió (1971)
- Złote Koło – guió (1971)
- Południk zero – guió (1970)
- Sąsiedzi – direcció, guió (1969)
- Wilcze echa – direcció, guió (1968)
- Morderca zostawia ślad – direcció, guió (1967)
- Popioły – guió (1965)
- Jutro Meksyk – direcció, guió (1965)
- Późne popołudnie – direcció, guió (1964)
- Ich dzień powszedni – direcció, guió (1964)
- Czarne skrzydła – guió (1962)
- Dom bez okien – guió (1962)
- Dotknięcie nocy – guió (1961)
- Rok pierwszy – guió (1960)
- Ostatni strzał – guió (1959)
- Pigułki dla Aurelii – guió (1958)
- Cień – guió (1956)